# オエラ・リンダの書

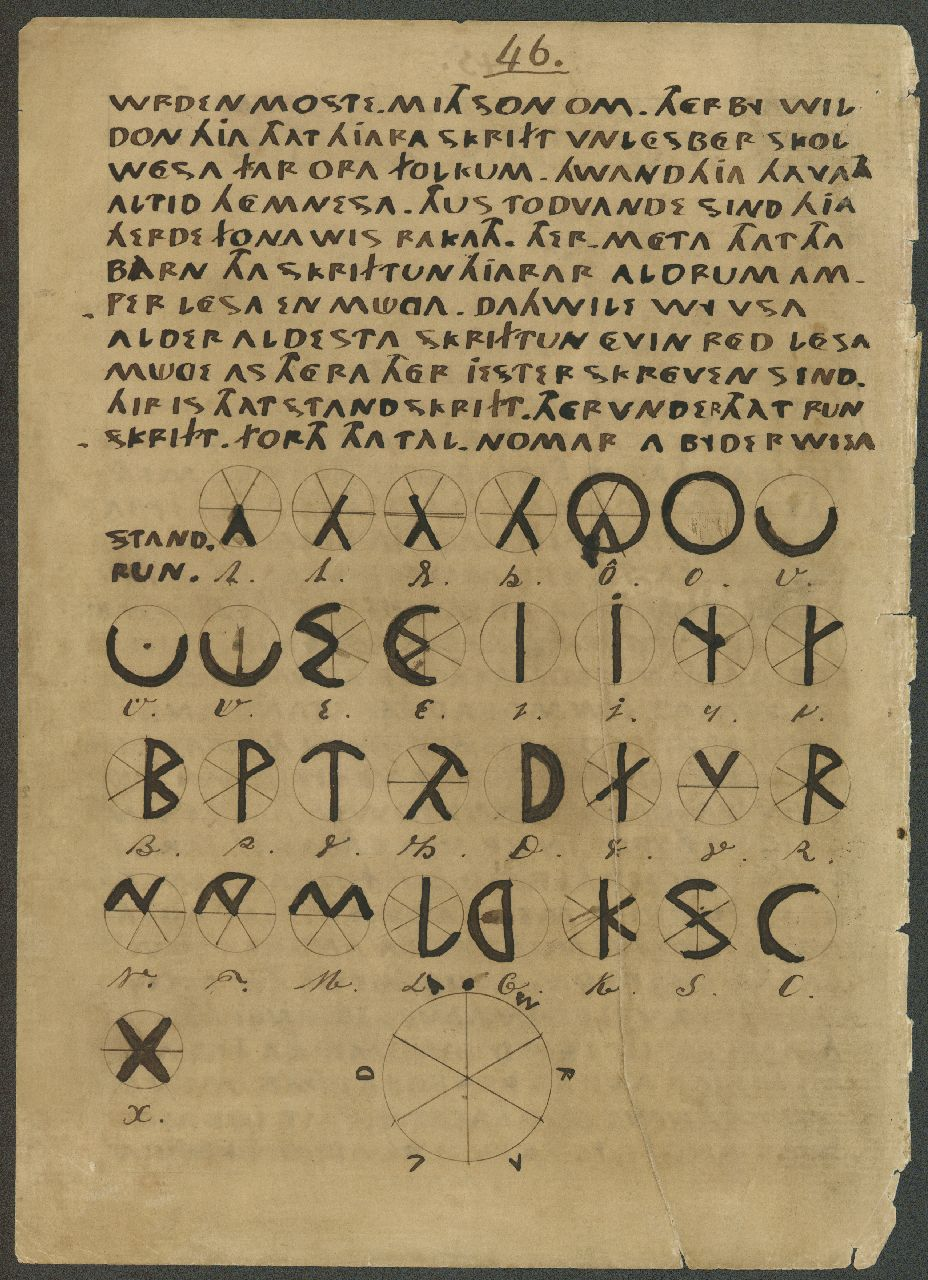
オエラ・リンダ写本の48ページ

オエラ・リンダの書（ウラ・リンダ年代記とも、英語: Oera Linda Book）は、紀元前2194年から紀元803年にかけての古代ヨーロッパの歴史や神話、宗教について記された古文書を称する写本。古フリジア語で書かれているが、ゲルマン文献学専門家の間では捏造された偽書であると見なされている。
この写本は1860年代に初めて衆目の下に晒された。1872年、アマチュア古典研究者のヤン・ゲルハルドゥス・オテマがオランダ語訳を出版し、この写本が本物であると主張した。それから数年の間、世間では白熱した論争が繰り広げられたものの、1879年にはそのテキストが最近になって書かれたものであると広く認められるようになった。それにもかかわらず、1930年代のナチス・オカルティズムを背景として再び公に議論されるようになり、今もなお秘教やアトランティス関連の文献として取り上げられることがある。写本の著者は特定されておらず、その意図する所がでっち上げやパロディにあったのか、あるいは単に詩的な空想を手習いとして残しただけなのかは分かっていない。
2004年、歴史学者のゴフィ・イェンスマは写本が受容される過程についての検討や新訳を含む研究論文 De gemaskerde god （隠されし神）を出版した。イェンスマはオランダ人神学者・詩人のフランソワ・ハーファシュミットが真の著者であり、おそらく「一部のフリジア人ナショナリストと正統主義キリスト教徒を担ぐためのでっち上げ」であると同時に「体験的かつ戒めのための訓練」として意図されたものだと結論付けている。

## 受容史

### 19世紀
オエラ・リンダの書（古フリジア語表記では Thet Oera Linda Bok）の存在が公になったのは1867年のことで、コルネリウス・オヴェル・デ・リンデ（1811年 - 1874年）が叔母を介して祖父から受け継いだと主張する写本を翻訳・出版するために、フリースラントの地方図書館員であるエールコ・フルウェイス（1830年 - 1880年）へ引き渡したことが契機となった。フルウェイスは信憑性に欠けるとして写本を返却したものの、その後フリジア歴史文化協会の主要メンバーであったヤン・ゲルハルドゥス・オテマ（1804年 - 1879年）が1872年にオランダ語訳を出版した。オテマは写本が歴とした古フリジア語で書かれていると確信していた。この訳本は1876年にウィリアム・サンドバックによって英語に翻訳され、ロンドンのトリュブナー社から出版された。
オエラ・リンダの書が世に出てから数年のうちに、想定される時代にそぐわない記述がいくつも見つかったことなどから、写本の真新しい起源が立証された。歴史資料としての価値は否定されても、そのテキストは大勢のオカルティストや想像力豊かな歴史家たちのインスピレーションの源であった。1870年代にはオランダの学者たちの間で議論が交わされたり、書の信憑性に関する新聞記事が多数掲載されたものの、1879年には偽書として広く認知されるようになった。

### 国家社会主義ドイツ
ドイツにおける受容は、それから40年以上も後の1922年に始まる。ドイツ民族至上主義者であったオランダ人文献学者ヘルマン・ヴィルトによってオエラ・リンダの書を巡る論争は復活させられた。ヴィルトは1933年に「北方人種の聖書」と称したドイツ語訳版 Die Ura Linda Chronik を出版した。
1934年5月4日にベルリン大学で行われたヴィルトの書に関するパネルディスカッションは、ハインリヒ・ヒムラーやヴィルト、リヒャルト・ヴァルター・ダレが共にナチスのシンクタンクたるアーネンエルベを創設する直接的な誘因となった。ヒムラーのオエラ・リンダの書への傾倒と、その結果としてナチス・オカルティズムに結び付いたことで、それは「ヒムラーの聖書」として知られるようになった。ヴィルトの書はナチス時代の北方人種研究者たちの間で決して広く認められていた訳ではなく、1934年に開かれたパネルディスカッションにおいては熱烈な論争に巻き込まれた。アルフレート・ローゼンベルクとその仲間はこの書を否定し、グスタフ・ネッケルは書籍の出版前にはヴィルトの仕事を賞賛したが、その内容を読んだ後は新聞紙上にて幻滅した旨の批評を公表している。
書の信憑性を擁護したのはヴィルトだけではなく、ヴァルター・ヴュスト、オットー・フートも論陣に加わった。ネッケルやカール・ハーマン・ジェイコブ・フリーゼン（書をリンデによる風刺的なでっち上げと見なした人物）、アルトゥル・ヒュプナーらは書の信憑性を論駁する立場に立った。ヒュプナーは当時において最も高名なゲルマン文化研究者の一人であり、オエラ・リンダは偽造されたものであるという彼の裁定は擁護派の敗北を決定的なものとした。ヒムラーお墨付きの学説であった「秘教的北方人種主義」が公に論破されたことは、カール・マリア・ヴィリグートのようなオカルティストを惹き付け、ローゼンベルク事務所に属する主流派の国家社会主義者から問題視されるアーネンエルベ創設の端緒となった。

### 現代エソテリシズム
ロバート・スクラットンがその著書 The Other Atlantis（もう一つのアトランティス、1977年）において、歴史や神話についての注釈を散りばめたサンドバッハの英訳版を掲載したことで、オエラ・リンダの書は英語圏で再び注目を集めるようになった。また Secrets of Lost Atland（失われしアトランドの秘密、1979年）で、スクラットンは初めてオエラ・リンダとアース・ミステリーズの概念、特にレイラインや地電流と関係付けた。スクラットン以降のオエラ・リンダに関する英語の著述は、ニューエイジや歴史改変SFといったジャンルであることが多く、ドイツのように国家社会主義と関連付けられることはない。
トニー・スティールはオエラ・リンダの書の影響を受け、同時代のネオ・ペイガニズムの教えを組み上げた人物であり、彼はこの書が古代ヨーロッパの巨石文化に関する真の事実を明らかにするものだと考えた。Water Witches（水の魔女、1998年）で、彼はフリジア人の血を引くイングランド中部の運河の民が、文化的アイデンティティの目印としてオエラ・リンダを用いていたと考察している。また、The Rites and Rituals of Traditional Witchcraft（伝統的ウィッチクラフトの祭礼と儀式、2001年）では、オエラ・リンダに書かれている女司祭の宗教的実践を後の中世ウィッチクラフトと結び付けている。

## 著者は誰か
オエラ・リンダの書の信憑性を疑う人々の間で、写本の著者候補として最も疑われているのはコルネリウス・オヴェル・デ・リンデ、またはエールコ・フルウェイスである。近年になって第3の候補として挙げられるようになった人物としては、詩人ピエト・パージェンスの名で知られるプロテスタント伝道者フランソワ・ハーファシュミット（1835年 - 1894年）がいる。ハーファシュミットは生前フリースラントに住んでおり、フルウェイスとも知り合いであった。
2004年、歴史学者のゴフィ・イェンスマはハーファシュミットこそがオヴェル・デ・リンデ及びフルウェイスの助力を受けてこの書を執筆した主たる著者であると主張した。イェンスマによれば、ハーファシュミットはオエラ・リンダの書を聖書のパロディとして意図していたという。2007年後半に発表されたイェンスマの論文では、3人の著者はこの訳書を「一部のフリジア人ナショナリストと正統主義キリスト教徒を担ぐための仮初めのでっち上げ、そして聖書を原理主義的にではなく象徴的に読み解く上での体験的かつ戒めとしての訓練」として意図していたと述べている。オテマは偽造の手がかりを無視した上で真に受け、上述した受容の過程を経てオエラ・リンダは人気を博するようになった。原著者たちは事実を告白することはできないと思い、その書は新たなオカルト信仰の基盤となった。イェンスマはその論文を「聖書は人間が書いた書物に過ぎないことを明らかにするために書かれた本が、聖書そのものになってしまうとは全くの皮肉である」という文章で結んでいる。

## 内容
オエラ・リンダの書に一貫して見られるテーマには、天変地異説、ナショナリズム、家母長制、神話といったものが含まれる。そのテキストは、創造神ヴラルダと地母神エルザの娘たる女神フライア (Frijjō) に身を捧げた独身女司祭たちの階層制集団を統括する "フォーク・マザー" の地位を受け継ぐ者たちによって、ヨーロッパやその他の土地が数千年にわたって支配されてきたと主張する。古代フリジア文明がギリシア文字やフェニキア文字の元になったアルファベットを保有していたという主張もなされている。現代の歴史学、とりわけヨーロッパの古代から近代にかけての既知の出来事に基づく基本年表は、原則的にそういった主張を無視している。また、地質学や地理学上の証拠はオヴェル・デ・リンデの時代でさえも容易に知ることができたが、原稿からはそういった証拠との整合性はほとんど見出されない。
オエラ・リンダの書における最古の部分、すなわち "フライアの記" は紀元前2194年に書かれたと推定される一方、最も近年に書かれたヒデ＝オエラ・リンダの書簡には西暦1256年との記述がある。書全体のほぼ半分は "アデラの追随者たちの書" で占められており、このオリジナルテキストを中心として他の文書が付け足される形になっている。この章は紀元前6世紀に編纂されたと言われており、その当時の著述とさらに古い時代の碑文が混在している。最後の2つの章には多数の脱落箇所が見られ、書そのものも中途半端に終わっている。
また、オエラ・リンダの書はアトランド（17世紀の学者オラウス・ルドベックがアトランティスに付けた呼称）と呼ばれる伝説上の大陸について記述しており、おそらく紀元前2194年に沈没したとされているが、これは伝統的な聖書年表においてノアの洪水が起きたとされる年代を19世紀のオランダおよびフリースラントの暦に当てはめた年と一致する。

### 構成
オエラ・リンダの書は6つの章から構成されており、さらに53の節に細分される。
- 書簡群
- アデラの追随者たちの書
- アデルブロストとアポロニアの筆録
- フレホリックとヴィリオの筆録
- コンラッドの筆録
- 断章